# 西仁川交叉路
西仁川交叉路（英语：W.Incheon IC）是位于京仁高速公路的一个公路交汇处，属于仁川广域市西区佳亭洞。

## 连接道路
- 國道6號
- 國道77號
- 国家支援地方道84号
- 国家支援地方道86号
- 国家支援地方道98号

## 邻近公路设施
京仁高速公路
佳佐交叉路 - 西仁川交叉路 - 富平交叉路